# Saint-Loup-du-Dorat
Saint-Loup-du-Dorat település Franciaországban, Mayenne megyében. Lakosainak száma 335 fő (2022. január 1.). Saint-Loup-du-Dorat Beaumont-Pied-de-Bœuf, Bouessay, Saint-Brice és Auvers-le-Hamon községekkel határos.

## Népesség
A település népessége az elmúlt években az alábbi módon változott:
| Lakosok száma | 255  | 233  | 306  | 328  | 357  | 372  | 364  | 340  | 339  | 335  |
|               | 1968 | 1982 | 1990 | 2006 | 2013 | 2015 | 2017 | 2019 | 2020 | 2022 |